# Doctor in the House
Doctor in the House é uma comédia britânica de 1954, realizada por Ralph Thomas e produzida por Betty Box. O argumento, por Nicholas Phipps, Richard Gordon e Ronald Wilkinson, é baseado numa novela de Gordon, e segue um grupo de estudantes pela escola de medicina.
Foi o filme mais popular, na Grã Bretanha, em 1954. O seu sucesso resultou em seis sequelas, e também numa série de televisão e rádio chamada Doctor in the House.
Fez de Dick Bogarde uma das maiores estrelas dos anos 50. Outros actores britânicos conhecidos que surgem no filme são Kenneth More, Donald Sinden e Donald Houston. James Robertson Justice aparece como o cirurgião irritante Sir Lancelot Spratt, um papel que repetiu em outras sequelas.

## Enredo
A história segue a vida de Simon Sparrow (Dirk Bogarde), começando como um novo estudante de medicina no ficcional Hospital de St Swithin em Londres. Os seus 5 anos de vida de estudante, envolvendo bebida, conhecer mulheres, e fazer figuras de parvo com as autoridades do hospital, proporcionam vários incidentes humorísticos.
Quando tem de deixar a sua primeira escolha de alojamento para fugir da apaixonada filha da senhoria (Shirley Eaton), acaba com 3 amáveis mas pouco brilhantes colegas estudantes como colegas de casa:
- Richard Grimsdyke (Kenneth More). Um parente deixou-lhe uma pequena mas suficiente anuidade enquanto permanecesse na escola de medicina, pelo que reprova todos os anos;
- Tony Benskin (Donald Sinden), um incorrigível perseguidor de mulheres;
- Taffy Evans (Donald Houston), um fanático de rugby.

Acima de todos eles encontra-se o exigente cirurgião chefe Sir Lancelot Spratt (protagonizado por James Robertson Justice de uma maneira completamente diferente do originalmente escrito por Gordon), que leva o terror a toda a gente.
Os amigos de Simon persuadem-no a uma série de encontros desastrosos, primeiro com uma plácida desinteressante "Rigor Mortis" (Joan Sims), depois Isobel (Kay Kendall), uma mulher com gostos muito requintados, e finalmente com Joy (Muriel Pavlow), uma enfermeira em St Swithin. Depois de um início atribulado, ele percebe que gosta de Joy. Entretanto, a noiva de Richard, Stella (Suzanne Cloutier) faz-lhe um ultimato - graduar-se ou deixá-la. Ele aceita.
O climax do filme é um jogo de rugby com uma escola de medicina rival durante o quinto e final ano de Simon. Depois de St Swithin ganhar, o outro lado tenta roubar a mascote da escola, um gorila de peluche, resultando numa luta e perseguição de carro pelas ruas de Londres. Simon e os seus amigos são quase expulsos pelo seu envolvimento pelo rígido Dean de St Swithin (Geoffrey Keen). Quando Simon ajuda Joy a fugir da residência das enfermeiras depois do recolher, acidentalmente cai por uma clarabóia. Este segundo incidente faz com que seja expulso, apesar de faltar pouco tempo para terminar os exames finais. Sir Lancelot, contudo, tem memórias dos seus próprios dias de estudante, particularmente da indiscrição jovem de Dean (persuadindo uma enfermeira a encenar a viagem de Lady Godiva). A sua pequena chantagem faz com que Simon seja recolocado. No fim, Richard chumba (assim como Tony), mas Stella decide inscrever-se no St Swithin pessoalmente para que possa existir pelo menos um médico na família. Simon e Taffy graduam-se.

## Produção
A produtora Betty Box pegou numa cópia do livro em Crewe durante uma grande viagem de comboio e viu a possibilidade de um filme. Os direitos do filme foram oferecidos à ABPC mas eles decidiram não fazer o filme, e Box comprou os direitos. Ela e Ralph Thomas tiveram trabalho a convencer a Rank Organisation a fazerem o filme porque tinha falta de história central. Mas Box disse: "Acho que sei como fazê-lo. Eu pego nos meus 4 estudantes e passo-os por 3 ou 4 anos de treino médico e faço a história".
Mais tarde disse que teve muita sorte por ter Nicholas Phipps a escrever o argumento. "O livro não tinha muito para um filme, excepto pelas personagens", disse.
Os executivos da Rank estavam preocupados fossem para um filme de médicos, e que Bogarde, tinha sensualidade e podia fazer uma comédia leve. Tinham um baixo orçamento, e apenas estavam autorizados a utilizar artistas já contratados pela Rank.
O Hospital de St Swithin é representado pela frente da Universidade de Londres.
Kenneth More tinha acabado de fazer Genevieve (1953) quando se candidatou a fazer parte do filme, mas Genevieve ainda não tinha saído. Portanto, a sua taxa foi apenas de £3500. Robert Morley foi chamado para fazer de cirurgião mas o seu agente pediu uma taxa de £15000 portanto escolheram James Robertson Justice por apenas £1500.

## Recepção
O filme foi um grande êxito de bilheteira. Betty Box estima que tenha compensado o investimento nas primeiras 6 semanas do lançamento.

## Prémios
- Ganho, 1955 BAFTA Film Award para melhor actor britânico, Kenneth More
- Nomeado, 1955 BAFTA Film Award, Melhor filme britânico
- Nomeado, 1955 BAFTA Film Award, Melhor argumento britânico, Nicholas Phipps
- Nomeado, 1955 BAFTA Film Award, Melhor filme de qualquer origem

## Sequels
Doctor in the House foi o filme mais popular das bilheteiras inglesas em 1954. O seu sucesso resultou em 6 sequelas, três com Borgarde, uma com Michael Craig e Leslie Phillips, e as outras duas com Phillips, assim como numa série conhecida da London Weekend Television.